# ファネンド・アディ
ファネンド・アディ（Fanendo Adi、1990年10月10日 - ）は、ナイジェリア出身のサッカー選手。ポジションはFW。

## クラブ経歴
2011年1月、アヤックス・アムステルダムのトライアルに参加したが、契約には至らなかった。
2013年夏、FCコペンハーゲンに加入。
2014年5月13日、メジャーリーグサッカーのポートランド・ティンバーズにレンタルで加入。6月23日、クラブ史上4人目の特別指定選手としてポートランド・ティンバーズに完全移籍。
2018年7月30日にポートランド・ティンバーズからMLSに新規参入するFCシンシナティにトレードされた。2020年1月17日、ウェイバー公示にかけられた。
2020年1月27日、コロンバス・クルーSCはメジャーリーグサッカーのウェイバーリストからアディを獲得したと発表した。
2021年8月27日、ミネソタ・ユナイテッドFCに加入した。

## 代表歴
2011年にU-23ナイジェリア代表で2試合に出場した。また、2016年3月のアフリカネイションズカップ2017予選でエジプト代表と対戦するフル代表メンバーに招集されたが、出場しなかった。

## タイトル

### クラブ
ポートランド・ティンバーズ
- MLSカップ: 2015[8]
- ウェスタン・カンファレンス (プレーオフ): 2015[9]

FCシンシナティ
- ユナイテッドサッカーリーグ (レギュラーシーズン): 2018

コロンバス・クルー
- MLSカップ: 2020

### 個人
- MLS月間MVP: 2016年4月[10]